# Nita Barrow
Ruth Nita Barrow (ur. 15 listopada 1916 na Barbadosie, zm. 19 grudnia 1995 w Bridgetown) – działaczka społeczna i dyplomatka z Barbadosu, z wykształcenia pielęgniarka. W latach 1990–1995 sprawowała urząd gubernatora generalnego Barbadosu. Była pierwszą kobietą na tym stanowisku.

## Życiorys
Wychowała się na Barbadosie, wówczas kolonii brytyjskiej, a później wyjechała do Kanady, żeby podjąć studia na University of Toronto. Uzyskała uprawnienia pielęgniarki, a następnie także położnej i administratora służby zdrowia. Później powróciła na Karaiby i pełniła w latach 40. i 50. szereg stanowisk w służbie zdrowia Barbadosu i Jamajki.
W 1964 została mianowana doradcą ds. zdrowia publicznego przy Światowej Organizacji Zdrowia, a nieco później na analogiczne stanowisko przy Panamerykańskiej Organizacji Zdrowia. W latach 1975–1983 była przewodniczącą YWCA, międzynarodowej organizacji grupującej zaangażowane społecznie kobiety wyznania chrześcijańskiego. W 1983 zasiadała krótko we władzach Światowej Rady Kościołów (sama była anglikanką, jej ojciec był duchownym tego wyznania). W 1986 weszła w skład grupy wybitnych osobistości z państw Wspólnoty Narodów, które udały się z misją mediacyjną do Republiki Południowej Afryki. W tym samym roku została mianowana stałym przedstawicielem Barbadosu przy ONZ (w randze ambasadora). W 1990 objęła funkcję gubernatora generalnego Barbadosu, formalnie najwyższy (poza monarchą), choć w praktyce głównie ceremonialny, urząd w systemie politycznym Barbadosu. Zajmowała to stanowisko aż do swojej śmierci w grudniu 1995, w wieku 79 lat.
Została odznaczona brytyjskim Orderem św. Michała i św. Jerzego klasy „Dama Krzyża Wielkiego”, co pozwoliło jej dopisywać przed nazwiskiem tytuł „Dame”, będący żeńskim odpowiednikiem tytułu „Sir”. Ponadto jako gubernator generalna z urzędu była damą i zarazem kanclerzem Orderu Barbadosu, najwyższego odznaczenia w tym państwie. Była także doktorem honoris causa University of the West Indies .
Bratem Nity Barrow, młodszym o trzy lata, był Errol Barrow (1920-1987), pierwszy premier niepodległego Barbadosu i jedna z najważniejszych postaci w historii najnowszej tego państwa.